# Cuchi
Cuchi ist eine Kleinstadt (Vila) im südlichen Angola. Sie ist Teil des gleichnamigen Landkreises (Município) der Provinz Cubango.

## Bevölkerung
Das durchschnittliche Alter innerhalb der Bevölkerung liegt zwischen 10 Jahren und 19 Jahren, die Verteilung der biologischen Geschlechter ist fast ausgeglichen.
Lediglich 41,6 % der dort Lebenden sind alphabetisiert.
Die Gemeinde ist mit 71,3 % katholisch geprägt, wobei sich der Rest der Bevölkerung aus 26,6 % protestantisch Christlichen sowie 0,6 % Anhängern anderer Religionen und 1,4 % nicht religiöse Menschen zusammensetzt.